# Thaumatocypris rudjakovi
Thaumatocypris rudjakovi is een mosselkreeftjessoort uit de familie van de Thaumatocyprididae. De wetenschappelijke naam van de soort is voor het eerst geldig gepubliceerd in 2004 door Kornicker.